# Grammy Awards 2005
Grammy Awards 2005 – Die 47. Verleihung des Grammy Awards fand am 13. Februar 2005 statt. Host des Abends war Queen Latifah.
Bei dieser Verleihung gab es 107 Grammy-Kategorien in 32 Feldern sowie elf Ehren-Grammys für das Lebenswerk:

## Hauptkategorien
Single des Jahres (Record of the Year):
- Here We Go Again von Ray Charles & Norah Jones
- nominiert waren außerdem:
  - Yeah! von Usher featuring Lil Jon & Ludacris
  - Heaven von Los Lonely Boys
  - American Idiot von Green Day
  - Let’s Get It Started von den Black Eyed Peas

Album des Jahres (Album of the Year):
- Genius Loves Company von Ray Charles u. a.
- nominiert waren außerdem:
  - The College Dropout von Kanye West
  - Confessions von Usher
  - The Diary of Alicia Keys von Alicia Keys
  - American Idiot von Green Day

Song des Jahres (Song of the Year):
- Daughters von John Mayer (Autor: John Mayer)
- nominiert waren außerdem:
  - The Reason von Hoobastank (Autoren: Daniel Estrin, Douglas Robb)
  - Live Like You Were Dying von Tim McGraw (Autoren: Tim Nichols, Craig Wiseman)
  - Jesus Walks von Kanye West (Autoren: Miri Ben-Ari, Che Smith, Kanye West)
  - If I Ain’t Got You von Alicia Keys (Autorin: Alicia Keys)

Bester neuer Künstler (Best New Artist):
- Maroon 5
- nominiert waren außerdem:
  - Gretchen Wilson
  - Kanye West
  - Joss Stone
  - Los Lonely Boys

## Pop
Beste weibliche Gesangsdarbietung – Pop (Best Female Pop Vocal Performance):
- Sunrise von Norah Jones
- nominiert waren außerdem:
  - You Had Me von Joss Stone
  - What You Waiting For? von Gwen Stefani
  - The First Cut Is the Deepest von Sheryl Crow
  - Oceania von Björk

Beste männliche Gesangsdarbietung – Pop (Best Male Pop Vocal Performance):
- Daughters von John Mayer
- nominiert waren außerdem:
  - Love’s Divine von Seal
  - Cinnamon Girl von Prince
  - You Raise Me Up von Josh Groban
  - Let’s Misbehave von Elvis Costello

Beste Darbietung eines Duos oder einer Gruppe mit Gesang – Pop (Best Pop Performance by a Duo or Group with Vocals):
- Heaven von Los Lonely Boys
- nominiert waren außerdem:
  - It’s My Life von No Doubt
  - She Will Be Loved von Maroon 5
  - The Reason von Hoobastank
  - My Immortal von Evanescence

Beste Zusammenarbeit mit Gesang – Pop (Best Pop Collaboration with Vocals):
- Here We Go Again von Ray Charles & Norah Jones
- nominiert waren außerdem:
  - Moon River von Stevie Wonder & Take 6
  - Something von Paul McCartney & Eric Clapton
  - Sorry Seems to Be the Hardest Word von Ray Charles & Elton John
  - Redemption Song von Johnny Cash & Joe Strummer

Beste Instrumentaldarbietung – Pop (Best Pop Instrumental Performance):
- 11th Commandment von Ben Harper
- nominiert waren außerdem:
  - Rat Pack Boogie von Brian Setzer
  - Song F von Bruce Hornsby
  - Take You Out von George Benson
  - Chasing Shadows von Herb Alpert, Russ Freeman, James Genus, Gene Lake und Jason Miles

Bestes Instrumentalalbum – Pop (Best Pop Instrumental Album):
- Pink Guitar von Henry Mancini
- nominiert waren außerdem:
  - EP 2003: Music for the Epicurean Harkener von Mason Williams
  - Forever, for Always, for Luther von verschiedenen Interpreten
- Saxophonic von Dave Koz
  - Pure von Boney James

Bestes Gesangsalbum – Pop (Best Pop Vocal Album):
- Genius Loves Company von Ray Charles u. a.
- nominiert waren außerdem:
  - Brian Wilson Presents Smile von Brian Wilson
  - Mind, Body & Soul von Joss Stone
  - Afterglow von Sarah McLachlan
  - Feels Like Home von Norah Jones

## Dance
Beste Dance-Aufnahme (Best Dance Recording):
- Toxic von Britney Spears
- nominiert waren außerdem:
  - Comfortably Numb von den Scissor Sisters
  - Slow von Kylie Minogue
  - Get Yourself High von den Chemical Brothers featuring K-os
  - Good Luck von Basement Jaxx featuring Lisa Kekaula

Bestes Electronic-/Dance-Album (Best Electronic/Dance Album):
- Kish Kash von Basement Jaxx
- nominiert waren außerdem:
  - Reflections von Paul van Dyk
  - Always Outnumbered, Never Outgunned von the Prodigy
  - Creamfields von Paul Oakenfold
  - Legion of Boom von the Crystal Method

## Traditioneller Pop
Bestes Gesangsalbum – Traditioneller Pop (Best Traditional Pop Vocal Album):
- Stardust … The Great American Songbook Volume III von Rod Stewart
- nominiert waren außerdem:
  - Just for a Thrill von Ronnie Milsap
  - Ultimate Mancini von Monica Mancini
  - Count Your Blessings von Barbara Cook
  - Only You von Harry Connick Jr.

## Rock
Beste Solo-Gesangsdarbietung – Rock (Best Solo Rock Vocal Performance):
- Code of Silence von Bruce Springsteen
- nominiert waren außerdem:
  - Metropolitan Glide von Tom Waits
  - Breathe von Melissa Etheridge
  - The Revolution Starts Now von Steve Earle
  - Wonderwall von Ryan Adams

Beste Darbietung eines Duos oder einer Gruppe mit Gesang – Rock (Best Rock Performance by a Duo or Group with Vocal):
- Vertigo von U2
- nominiert waren außerdem:
  - Somebody Told Me von den Killers
  - American Idiot von Green Day
  - Take Me Out von Franz Ferdinand
  - Monkey to Man von Elvis Costello and the Imposters

Beste Hard-Rock-Darbietung (Best Hard Rock Performance):
- Slither von Velvet Revolver
- nominiert waren außerdem:
  - Duality von Slipknot
  - Feelin’ Way Too Damn Good von Nickelback
  - Some Kind of Monster von Metallica
  - Megalomaniac von Incubus

Beste Metal-Darbietung (Best Metal Performance):
- Whiplash von Motörhead
- nominiert waren außerdem:
  - Vermilion von Slipknot
  - The End of Heartache von Killswitch Engage
  - Live for This von Hatebreed
  - Nymphetamine von Cradle of Filth

Beste Darbietung eines Rockinstrumentals (Best Rock Instrumental Performance):
- Mrs. O’Leary’s Cow von Brian Wilson
- nominiert waren außerdem:
  - Whispering a Prayer von Steve Vai
  - O baterista von Rush
  - Onda von den Lonely Boys
  - Instrumental Illness von der Allman Brothers Band

Bester Rocksong (Best Rock Song):
- Vertigo von U2 (Autoren: Bono, Adam Clayton, The Edge, Larry Mullen)
- nominiert waren außerdem:
  - Somebody Told Me von den Killers (Autoren: Brandon Flowers, Dave Keuning, Mark Stoermer, Ronnie Vannucci)
  - Float On von Modest Mouse (Autoren: Isaac Brock, Dann Gallucci, Eric Judy, Benjamin Weikel)
  - Fall to Pieces von Velvet Revolver (Autoren: Duff McKagan, Dave Kushner, Matt Sorum, Scott Weiland)
  - American Idiot von Green Day (Autoren: Billie Joe Armstrong, Mike Dirnt, Frank Edwin Wright III)

Bestes Rock-Album (Best Rock Album):
- American Idiot von Green Day
- nominiert waren außerdem:
  - Contraband von Velvet Revolver
  - Hot Fuss von den Killers
  - The Reason von Hoobastank
  - The Delivery Man von Elvis Costello and the Imposters

## Alternative
Bestes Alternative-Album (Best Alternative Music Album):
- A Ghost Is Born von Wilco
- nominiert waren außerdem:
  - Good News for People Who Love Bad News von Modest Mouse
  - Uh Huh Her von PJ Harvey
  - Franz Ferdinand von Franz Ferdinand
  - Medulla von Björk

## Rhythm & Blues
Beste weibliche Gesangsdarbietung – R&B (Best Female R&B Vocal Performance):
- If I Ain’t Got You von Alicia Keys
- nominiert waren außerdem:
  - U-Haul von Angie Stone
  - Whatever von Jill Scott
  - I’m Still in Love von Teena Marie
  - I Want You von Janet Jackson

Beste männliche Gesangsdarbietung – R&B (Best Male R&B Vocal Performance):
- Call My Name von Prince
- nominiert waren außerdem:
  - Burn von Usher
  - What We Do Here von Brian McKnight
  - Happy People von R. Kelly
  - Charlene von Anthony Hamilton

Beste Darbietung eines Duos oder einer Gruppe mit Gesang – Pop (Best R&B Performance by a Duo or Group with Vocals):
- My Boo von Usher & Alicia Keys
- nominiert waren außerdem:
  - Diary von Alicia Keys featuring Tony! Toni! Toné!
  - Say Yes von Floetry
  - Show Me the Way von Earth, Wind & Fire featuring Raphael Saadiq
  - Lose My Breath von Destiny’s Child

Beste Gesangsdarbietung – Traditioneller R&B (Best Traditional R&B Vocal Performance):
- Musicology von Prince
- nominiert waren außerdem:
  - New Day von Patti LaBelle
  - I Can’t Stop von Al Green
  - Sinner’s Prayer von Ray Charles & B. B. King
  - You’re My Everything von Anita Baker

Beste Urban-/Alternative-Darbietung (Best Urban/Alternative Performance):
- Cross My Mind von Jill Scott
- nominiert waren außerdem:
  - Star von den Roots
  - She Wants to Move von N.E.R.D
  - Are You Experienced? von Musiq
  - Sex, Love & Money von Mos Def

Bester R&B-Song (Best R&B Song):
- You Don’t Know My Name von Alicia Keys (Autoren: Alicia Keys, Harold Lilly, Kanye West)
- nominiert waren außerdem:
  - Yeah! von Usher featuring Lil Jon & Ludacris (Autoren: Sean Garrett, LaMarquis Jefferson, Lil Jon, Ludacris, Robert McDowell, James Phillips, Patrick J. Que Smith)
  - My Boo von Usher & Alicia Keys (Autoren: Jermaine Dupri, Alicia Keys, Manuel Seal, Adonis Shropshire, Usher)
  - Call My Name von Prince (Autor: Prince)
  - Burn von Usher (Autoren: Bryan Michael Cox, Jermaine Dupri, Usher)

Bestes R&B-Album (Best R&B Album):
- The Diary of Alicia Keys von Alicia Keys
- nominiert waren außerdem:
  - Beautifully Human: Words & Sounds Vol. 2 von Jill Scott
  - Musicology von Prince
  - I Can’t Stop von Al Green
  - My Everything von Anita Baker

Bestes zeitgenössisches R&B-Album (Best Contemporary R&B Album):
- Confessions von Usher
- nominiert waren außerdem:
  - Hurt No More von Mario Winans
  - It’s About Time von Christina Milian
  - Damita Jo von Janet Jackson
  - Afrodisiac von Brandy

## Rap
Beste Solodarbietung – Rap (Best Rap Solo Performance):
- 99 Problems von Jay-Z
- nominiert waren außerdem:
  - Through the Wire von Kanye West
  - Overnight Celebrity von Twista
  - Just Lose It von Eminem
  - On Fire von Lloyd Banks

Beste Darbietung eines Duos oder einer Gruppe – Rap (Best Rap Performance by a Duo or Group):
- Let’s Get It Started von den Black Eyed Peas
- nominiert waren außerdem:
  - Lean Back vom Terror Squad
  - Drop It Like It’s Hot von Snoop Dogg & Pharrell
  - Don’t Say Nuthin’ von den Roots
  - Ch-Check It Out von den Beastie Boys

Beste Zusammenarbeit – Rap/Gesang (Best Rap/Sung Collaboration):
- Yeah! von Usher featuring Lil Jon & Ludacris
- nominiert waren außerdem:
  - All Falls Down von Kanye West & Syleena Johnson
  - Slow Jamz von Twista featuring Kanye West & Jamie Foxx
  - Dip It Low von Christina Milian featuring Fabolous
  - Why von Jadakiss featuring Anthony Hamilton

Bester Rap-Song (Best Rap Song):
- Jesus Walks von Kanye West (Autoren: Miri Ben Air, Che Smith, Kanye West)
- nominiert waren außerdem:
  - 99 Problems von Jay-Z (Autoren: Shawn Carter, Rick Rubin)
  - Let’s Get It Started von den Black Eyed Peas (Autoren: Will Adams, Mike Fratantuno, Jaime Gomez, George Pajon Jr., Allan Pineda, Terence Yoshiaki)
  - Hey Mama von den Black Eyed Peas (Autoren: Will Adams, Anthony Henry)
  - Drop It Like It’s Hot von Snoop Dogg & Pharrell (Autoren: Calvin Broadus, Chad Hugo, Pharrell Williams)

Bestes Rap-Album (Best Rap Album):
- The College Dropout von Kanye West
- nominiert waren außerdem:
  - Suit von Nelly
  - The Definition von LL Cool J
  - The Black Album von Jay-Z
  - To the 5 Boroughs von den Beastie Boys

## Country
Beste weibliche Gesangsdarbietung – Country (Best Female Country Vocal Performance):
- Redneck Woman von Gretchen Wilson
- nominiert waren außerdem:
  - She’s Not Just a Pretty Face von Shania Twain
  - In My Daughter’s Eyes von Martina McBride
  - Miss Being Mrs. von Loretta Lynn
  - You Will Be My Ain True Love von Alison Krauss

Beste männliche Gesangsdarbietung – Country (Best Male Country Vocal Performance):
- Live Like You Were Dying von Tim McGraw
- nominiert waren außerdem:
  - You’ll Think of Me von Keith Urban
  - You Are My Flower von Willie Nelson
  - In My Own Mind von Lyle Lovett
  - Engine One-Forty-Three von Johnny Cash

Beste Countrydarbietung eines Duos oder einer Gruppe (Best Country Performance by a Duo or Group with Vocal):
- Top of the World von den Dixie Chicks
- nominiert waren außerdem:
  - It’s Hard to Kiss the Lips at Night That Chew Your Ass Out All Day Long von den Notorious Cherry Bombs
  - You Can’t Take the Honky Tonk out of the Girl von Brooks & Dunn
  - Save a Horse (Ride a Cowboy) von Big & Rich
  - New San Antonio Rose von Asleep at the Wheel

Beste Zusammenarbeit mit Gesang – Country (Best Country Collaboration with Vocals):
- Portland Oregon von Loretta Lynn & Jack White
- nominiert waren außerdem:
  - Coat of Many Colors von Shania Twain with Alison Krauss & Union Station
  - Pancho & Lefty von Willie Nelson, Merle Haggard & Toby Keith
  - Creepin’ In von Norah Jones & Dolly Parton
  - Hey Good Lookin’ von Jimmy Buffett, Clint Black, Kenny Chesney, Alan Jackson, Toby Keith & George Strait

Bestes Darbietung eines Countryinstrumentals (Best Country Instrumental Performance):
- Earl’s Breakdown von der Nitty Gritty Dirt Band featuring Earl Scruggs, Randy Scruggs, Vassar Clements & Jerry Douglas
- nominiert waren außerdem:
  - Bowtie von Mark O’Connor, Chris Thile, Bryan Sutton & Byron House
  - Luxury Liner von Albert Lee, Vince Gill & Brad Paisley
  - Puppies ’n Knapsacks von Sam Bush
  - Billy in the Low Ground von Asleep at the Wheel

Bester Countrysong (Best Country Song):
- Live Like You Were Dying von Tim McGraw (Autoren: Tim Nichols, Craig Wiseman)
- nominiert waren außerdem:
  - Redneck Woman von Gretchen Wilson (Autoren: John Rich, Gretchen Wilson)
  - Portland Oregon von Loretta Lynn & Jack White (Autorin: Loretta Lynn)
  - Miss Being Mrs. von Loretta Lynn (Autorin: Loretta Lynn)
  - It’s Hard to Kiss the Lips at Night That Chew Your Ass Out All Day Long von den Notorious Cherry Bombs (Autoren: Rodney Crowell, Vince Gill)

Bestes Countryalbum (Best Country Album):
- Van Lear Rose von Loretta Lynn
- nominiert waren außerdem:
  - Here for the Party von Gretchen Wilson
  - Be Here von Keith Urban
  - Tambourine von Tift Merritt
  - Live Like You Were Dying von Tim McGraw

Bestes Bluegrass-Album (Best Bluegrass Album):
- Brand New Strings von Ricky Skaggs & Kentucky Thunder
- nominiert waren außerdem:
  - A Tribute to Jimmy Martin “The King of Bluegrass” von verschiedenen Interpreten
  - Carrying On von Ralph Stanley II
  - Twenty Year Blues von der Nashville Bluegrass Band
  - The Bluegrass Sessions von Lynn Anderson

## New Age
Bestes New-Age-Album (Best New Age Album):
- Returning von Will Ackerman
- nominiert waren außerdem:
  - Piano von Peter Kater
  - American River von Jonathan Elias
  - Two Horizons von Moya Brennan
  - Atlantis von David Arkenstone

## Jazz
Bestes zeitgenössisches Jazzalbum (Best Contemporary Jazz Album):
- Unspeakable von Bill Frisell
- nominiert waren außerdem:
  - Strength von Roy Hargrove (The RH Factor)
  - The Hang von Don Grusin
  - In Praise of Dreams von Jan Garbarek
  - Journey von Fourplay

Bestes Jazz-Gesangsalbum (Best Jazz Vocal Album):
- R.S.V.P. (Rare Songs, Very Personal) von Nancy Wilson
- nominiert waren außerdem:
  - The Dana Owens Album von Queen Latifah
  - Accentuate the Positive von Al Jarreau
  - Twentysomething von Jamie Cullum
  - American Song von Andy Bey

Bestes Jazz-Instrumentalsolo (Best Jazz Instrumental Solo):
- Speak Like a Child von Herbie Hancock (Solist)
- nominiert waren außerdem:
  - Wee von John Scofield (Solist)
  - Bulería, soleá y rumba von Donny McCaslin (Solist)
  - I Want to Be Happy von Don Byron (Solist)
  - What’s New von Alan Broadbent (Solist)

Bestes Jazz-Instrumentalalbum, Einzelkünstler oder Gruppe (Best Jazz Instrumental Album, Individual or Group):
- Illuminations von McCoy Tyner mit Gary Bartz, Terence Blanchard, Christian McBride & Lewis Nash
- nominiert waren außerdem:
  - Eternal vom Branford Marsalis Quartet
  - The Out-of-Towners von Keith Jarrett, Gary Peacock und dem Jack DeJohnette Trio
  - Fountain of Youth von Roy Haynes
  - Somewhere vom Bill Charlap Trio

Bestes Album eines Jazz-Großensembles (Best Large Jazz Ensemble Album):
- Concert in the Garden des Maria Schneider Orchestra
- nominiert waren außerdem:
  - The Way: Music of Slide Hampton vom Vanguard Jazz Orchestra
  - Coral von David Sánchez
  - On the Wild Side von der John La Barbera Big Band
  - Get Well Soon vom Bob Brookmeyer New Art Orchestra

Bestes Latin-Jazz-Album (Best Latin Jazz Album):
- Land of the Sun von Charlie Haden
- nominiert waren außerdem:
  - Soundances von Diego Urcola
  - Another Kind of Blue: The Latin Side of Miles Davis von Conrad Herwig Nonet
  - Jerry González y los Piratas del Flamenco von Jerry González y los Piratas del Flamenco
  - Bebop Timba von Raphael Cruz

## Gospel
Beste Gospeldarbietung (Best Gospel Performance):
- Heaven Help Us All von Ray Charles & Gladys Knight
- nominiert waren außerdem:
  - There Will Be a Light von Ben Harper and the Blind Boys of Alabama
  - Celebrate (He Lives) von Fred Hammond
  - Lay My Burden Down von Dr. John & Mavis Staples
  - The Stone von Shirley Caesar & Ann Nesby

Bestes Rock-Gospel-Album (Best Rock Gospel Album):
- Wire von Third Day
- nominiert waren außerdem:
  - Holy Hip Hop – Taking the Gospel to the Streets von verschiedenen Interpreten
  - Welcome to Diverse City von TobyMac
  - Lose This Life von Tait
  - Collide von Skillet
  - Take Me Away von Sarah Kelly

Bestes zeitgenössisches / Pop-Gospelalbum (Best Pop / Contemporary Gospel Album):
- All Things New von Steven Curtis Chapman
- nominiert waren außerdem:
  - Rising Son von Rainsong
  - Everyday People von Nicole C. Mullen
  - Who We Are Instead von Jars of Clay
  - The Creed von Avalon

Bestes Southern-, Country- oder Bluegrass-Gospelalbum (Best Southern, Country, or Bluegrass Gospel Album):
- Worship & Faith von Randy Travis
- nominiert waren außerdem:
  - Amazing Grace 3: A Country Salute to Gospel von verschiedenen Interpreten
  - Universal United House of Prayer von Buddy Miller
  - 20th Century Gospel: From Hymns to Blackwood Brothers Tribute to Christian Country von den Jordanaires, Art Greenshaw & the Light Crust Doughboys & Nokie Edwards
  - Driven von der Crabb Family

Bestes traditionelles Soul-Gospelalbum (Best Traditional Soul Gospel Album):
- There Will Be a Light von Ben Harper & the Blind Boys of Alabama
- nominiert waren außerdem:
  - Still Here von den Williams Brothers
  - The Praise & Worship Songs von Richard Smallwood
  - The Water I Give von Dottie Peoples
  - The Live Experience von der Rance Allen Group

Bestes zeitgenössisches Soul-Gospelalbum (Best Contemporary Soul Gospel Album):
- Nothing Without You von Smokie Norful
- nominiert waren außerdem:
  - Out the Box von Tonéx & the Peculiar People
  - He-Motions von Bishop T. D. Jakes
  - Live from Another Level von Israel and New Breed
  - Somethin’ ’Bout Love von Fred Hammond

Bestes Gospelchor-Album (Best Gospel Choir or Chorus Album):
- Live … This Is Your House vom Brooklyn Tabernacle Choir unter Leitung von Carol Cymbala
- nominiert waren außerdem:
  - Unplugged … The Way Church Used to Be von Ricky Dillard & New G
  - Spirit & Truth von Bishop Eddie L. Long Presenting the New Birth Total Praise Choir
  - Live in New York von Rev. Timothy Wright and the New York Fellowship Mass Choir II
  - Can’t Nobody Do Me Like Jesus von Minister Timothy Britten & Shabach Praise Co.

## Latin
Bestes Latin-Pop-Album (Best Latin Pop Album):
- Amar sin mentiras von Marc Anthony
- nominiert waren außerdem:
  - El rock de mi pueblo von Carlos Vives
  - MTV Unplugged von Diego Torres
  - Pau-latina von Paulina Rubio
  - Sin verguenza von Bacilos

Bestes Latin-Rock-/Alternative-Album (Best Latin Rock / Alternative Album):
- Street Signs von Ozomatli
- nominiert waren außerdem:
  - Si von Julieta Venegas
  - Mi sangre von Juanes
  - Lipstick von Alejandra Guzmán
  - Komp 104.0 Radio Compa von Akwid

Bestes traditionelles Tropical-Latinalbum (Best Traditional Tropical Latin Album):
- ¡Ahora sí! von Israel „Cachao“ López
- nominiert waren außerdem:
  - Recuerda a Benny Moré von den Tropicana All Stars
  - Flor de amor von Omara Portuondo
  - Angel Meléndez & the 911 Mambo Orchestra von Angel Meléndez & the 911 Mambo Orchestra
  - Inolvidable von Candido & Graciela

Bestes Salsa- / Merengue-Album (Best Salsa / Merengue Album):
- Across 110th Street des Spanish Harlem Orchestra featuring Rubén Blades
- nominiert waren außerdem:
  - Creciendo von Son de Cali
  - Auténtico von Gilberto Santa Rosa
  - Travesía von Victor Manuelle
  - Valió la pean von Marc Anthony

Bestes mexikanisches / mexikanisch-amerikanisches Album (Best Mexican / Mexican-American Album):
- Intimamente von Intocable
- nominiert waren außerdem:
  - Veintisiete von Los Temerarios
  - Alma ranchera von Rocío Dúrcal
  - Por ti von Banda el Recodo de Cruz Lizárraga
  - Titere en tus manos von Ramón Ayala y sus Bravos Del Norte

Bestes Tejano-Album (Best Tejano Album):
- Polkas, gritos y acordeónes von David Lee Garza, Joel Guzman & Sunny Sauceda
- nominiert waren außerdem:
  - Vivo von Vida
  - Mi destino von Jay Perez
  - Entre amigos von Emilio Navaira
  - Takin’ On the World von Stefani Montiel

## Blues
Bestes traditionelles Blues-Album (Best Traditional Blues Album):
- Blues to the Bone von Etta James
- nominiert waren außerdem:
  - Ladies Man von Pinetop Perkins
  - Blues with a Vengeance von John Lee Hooker Jr.
  - Baby, Don’t You Tear My Clothes von James Cotton
  - Me and Mr. Johnson von Eric Clapton

Bestes zeitgenössisches Blues-Album (Best Contemporary Blues Album):
- Keep It Simple von Keb’ Mo’
- nominiert waren außerdem:
  - I’m a Bluesman von Johnny Winter
  - Sanctuary von Charlie Musselwhite
  - What’s Wrong with This Picture? von Van Morrison
  - N’awlinz Dis Dat or D’udda von Dr. John

## Folk
Bestes traditionelles Folkalbum (Best Traditional Folk Album):
- Beautiful Dream – The Songs of Stephen Foster von verschiedenen Interpreten
- nominiert waren außerdem:
  - … And the Tin Pan Bended, and the Story Ended … von Dave Van Ronk
  - My Last Go Round von Rosalie Sorrels & Friends
  - The Morning Glory Ramblers von Norman & Nancy Blake
  - Gitane Cajun von BeauSoleil

Bestes zeitgenössisches Folkalbum (Best Contemporary Folk Album):
- The Revolution Starts … Now von Steve Earle
- nominiert waren außerdem:
  - The Unbroken Circle – The Musical Heritage of the Carter Family von verschiedenen Interpreten
  - Impossible Dream von Patty Griffin
  - Land of Milk and Honey von Eliza Gilkyson
  - Educated Guess von Ani DiFranco

Bestes Album mit indianischer Musik (Best Native American Music Album):
- Cedar Dream Songs von Bill Miller
- nominiert waren außerdem:
  - Feed the Fire von Mary Youngblood
  - Covenant von Joanne Shenandoah
  - Family Traditions von den Black Lodge Singers
  - Straight Up Northern von Black Eagle

Bestes Album mit hawaiischer Musik (Best Hawaiian Music Album):
- Slack Key Guitar Volume 2 von verschiedenen Interpreten
- nominiert waren außerdem:
  - Keˈalaokamaile von Kealiˈi Reichel
  - Cool Elevation von Hoˈokena
  - Amy & Willie Live von Amy Hanaialiˈi Gillion & Willie K
  - Some Call It Aloha … Don’t Tell von den Brothers Cazimero

## Reggae
Bestes Reggae-Album (Best Reggae Album):
- True Love von Toots & the Maytals
- nominiert waren außerdem:
  - Def Jamaica von verschiedenen Interpreten
  - African Holocaust von Steel Pulse
  - The Dub Revolutionairies von Sly and Robbie
  - Black Magic von Jimmy Cliff

## Weltmusik
Bestes traditionelles Weltmusikalbum (Best Traditional World Music Album):
- Raise Your Spirit Higher von Ladysmith Black Mambazo
- nominiert waren außerdem:
  - Abayudaya – Music from the Jewish People of Uganda von verschiedenen Interpreten
  - Jolgorio von Perú Negro
  - Tango Varón von Sandra Luna
  - Sí, so llanero – Joropo Music from the Orinoco Plains of Colombia von der Grupo Cimarrón

Bestes zeitgenössisches Weltmusikalbum (Best Contemporary World Music Album):
- Egypt von Youssou N’Dour
- nominiert waren außerdem:
  - Oyaya! von Angélique Kidjo
  - Roots von den Gipsy Kings
  - Bebel Gilberto von Bebel Gilberto
  - Cositas buenas von Paco de Lucía

## Polka
Bestes Polkaalbum (Best Polka Album):
- Let’s Kiss: 25th Anniversary Album von der Brave Combo
- nominiert waren außerdem:
  - Polkas United von Walter Ostanek & Gaylord Klancnik
  - Come On Over von Henny & the Versa J’s featuring Ryan
  - Pangora’s Box von John Góra & Górale
  - Highways & Dancehalls von Eddie Blazonczyk’s Versatones

## Für Kinder
Bestes Musikalbum für Kinder (Best Musical Album for Children):
- cELLAbration! A Tribute to Ella Jenkins von verschiedenen Interpreten
- nominiert waren außerdem:
  - Sharing Cultures with Ella Jenkins von Ella Jenkins
  - Merry Fishes to All von Trout Fishing in America
  - House Party von Dan Zanes and Friends
  - Beethoven’s Wig 2 – More Sing Along Symphonies von Beethoven’s Wig

Bestes gesprochenes Album für Kinder (Best Spoken Word Album for Children):
- The Train They Call the City of New Orleans von Tom Chapin
- nominiert waren außerdem:
  - The Story of Classical Music von Marin Alsop
  - Green Eggs and Ham and Other Servings of Dr. Seuss von verschiedenen Interpreten
  - The Emperor’ New Clothes von Peter Schickele
  - Carnival of the Animals von John Lithgow
  - The Best Halloween Ever von Elaine Stritch

## Sprache
Bestes gesprochenes Album (Best Spoken Word Album):
- My Life – Bill Clinton
- nominiert waren außerdem:
  - The World According to Mr. Rogers von Tyne Daly, John Lithgow, Joanne Rogers, Lily Tomlin & André Watts
  - The Pleasure of My Company von Steve Martin
  - Live & Kickin’ at the National Storytelling Festival von David Holt & Zeb Holt
  - Dress Your Family in Corduroy and Denim von David Sedaris

## Comedy
Bestes Comedyalbum (Bestes Comedy Album):
- The Daily Show with Jon Stewart Presents … America: A Citizen’s Guide to Democracy Inaction von Jon Stewart and the Cast of the Daily Show
- nominiert waren außerdem:
  - The O’Franken Factor Factor – The Very Best of the O’Franken Factor von Al Franken
  - Live at Carnegie Hall von David Sedaris
  - The Funny Thing Is … von Ellen DeGeneres
  - Come Poop with Me von Triumph, the Insult Comic Dog

## Musical Show
Bestes Musical-Show-Album (Best Musical Show Album):
- Wicked der Original Broadway Cast (Produzent und Komponist/Texter: Stephen Schwartz)
- nominiert waren außerdem:
  - Wonderful Town von der New Broadway Cast (Produzent: Hugh Fordin)
  - The Boy from Oz von der Original Broadway Cast (Produzent: Phil Ramone)
  - Avenue Q – The Musical von der Original Broadway Cast (Produzent: Jay David Saks)
  - Assassins von der Broadway Cast (Produzent: Tommy Krasker)

## Film / Fernsehen / visuelle Medien
Bestes zusammengestelltes Soundtrackalbum für Film, Fernsehen oder visuelle Medien (Best Compilation Soundtrack Album for Motion Picture, Television or Other Visual Media):
- Garden State von verschiedenen Interpreten (Produzent: Zach Braff)
- nominiert waren außerdem:
  - Shrek 2 von verschiedenen Interpreten (Produzenten: Andrew Adamson, Chris Douridas, Michael Ostin)
  - Kill Bill Vol. 2 von verschiedenen Interpreten (Produzent: Quentin Tarantino)
  - De-Lovely von verschiedenen Interpreten (Produzenten: Peter Asher, Stephen Endelman)
  - Cold Mountain von verschiedenen Interpreten (Produzent: T Bone Burnett)

Bestes komponiertes Soundtrackalbum für Film, Fernsehen oder visuelle Medien (Best Score Soundtrack Album for Motion Picture, Television or Other Visual Media):
- The Lord of the Rings – The Return of the King (Komponist: Howard Shore)
- nominiert waren außerdem:
  - Harry Potter and the Prisoner of Azkaban (Komponist: John Williams)
  - Eternal Sunshine of the Spotless Mind (Komponist: Jon Brion)
  - Big Fish (Komponist: Danny Elfman)
  - Angels in America (Komponist: Thomas Newman)

Bester Song geschrieben für Film, Fernsehen oder visuelle Medien (Best Song Written for Motion Picture, Television or Other Visual Media):
- Into the West von Annie Lennox aus dem Film The Lord of the Rings – The Return of the King (Autoren: Annie Lennox, Howard Shore, Fran Walsh)
- nominiert waren außerdem:
  - You Will Be My Ain True Love von Alison Krauss aus dem Film Cold Mountain (Autor: Sting)
  - The Scarlet Tide von Alison Krauss aus dem Film Cold Mountain (Autoren: T Bone Burnett, Elvis Costello)
  - Belleville Rendez-Vous von -M- aus dem Film From the Triplets of Belleville (Autoren: Benoît Charest, Sylvain Chomet)
  - Accidentally in Love von den Counting Crows aus dem Film Shrek 2 (Autoren: Dave Bryson, Adam Duritz, David Immergluck, Matt Malley, Dan Vickrey)

## Komposition / Arrangement
Beste Instrumentalkomposition (Best Instrumental Composition):
- Merengue von Yo-Yo Ma (Komponist: Paquito D’Rivera)
- nominiert waren außerdem:
  - Three Romances von der University of Miami Concert Jazz Band (Komponistin: Maria Schneider)
  - Past, Present & Future vom Vanguard Jazz Orchestra (Komponist: Slide Hampton)
  - Bulería, soleá y rumba vom Maria Schneider Orchestra (Komponistin: Maria Schneider)
  - Ada Plays von Gabriel Yared (aus dem Film Cold Mountain; Komponist: Gabriel Yared)

Bestes Instrumentalarrangement (Best Instrumental Arrangement):
- Past, Present & Future vom Vanguard Jazz Orchestra (Arrangeur: Slide Hampton)
- nominiert waren außerdem:
  - Sing, Sing, Sing von der David Liebman Big Band (Arrangeur: Jim McNeely)
  - The Long Passage von der Chick Corea Elektric Band (Arrangeur: Chick Corea)
  - Libertango von Yo-Yo Ma (Arrangeur: Jorge Calandrelli)
  - Bella luce von Phil Kelly and the NW Prevailing Winds (Arrangeur: Phil Kelly)

Bestes Instrumentalarrangement mit Gesangsbegleitung (Best Instrumental Arrangement Accompanying Vocalist(s)):
- Over the Rainbow von Ray Charles & Johnny Mathis (Arrangeur: Victor Vanacore)
- nominiert waren außerdem:
  - Unchained Melody von Cyndi Lauper (Arrangeure: Steve Gaboury, Cyndi Lauper, Don Sebesky)
  - Summertime von Renee Olstead (Arrangeure: John Clayton, David W. Foster)
  - Joy to the World von Michael McElroy and the Broadway Inspirational Voices with Joseph Joubert (Arrangeure: Joseph Joubert, Michael McElroy, Buryl A. Red)
  - Dancing in the Dark von Jane Monheit (Arrangeur: Vincent Mendoza)

## Packages
Bestes Aufnahme-Paket (Best Recording Package):
- A Ghost Is Born von Wilco (Künstlerische Leitung: Peter Buchanan-Smith, Dan Nadel)
- nominiert waren außerdem:
  - The Wandering Accordion von verschiedenen Interpreten (Künstlerische Leitung: Xiao Qing-Yang)
  - To the 5 Boroughs von den Beastie Boys (Künstlerische Leitung: Nathanial Hörnblowér, Dechen Wangdu)
  - Educated Guess von Ani DiFranco (Künstlerische Leitung: Ani DiFranco, Brian Grunert)
  - Chutes Too Narrow von den Shins (Künstlerische Leitung: Jesse LeDoux)

Beste Box oder limitierte Spezialausgabe (Best Boxed or Special Limited Edition Package):
- Once in a Lifetime von den Talking Heads (Künstlerische Leitung: Stefan Sagmeister)
- nominiert waren außerdem:
  - Unearthed von Johnny Cash (Künstlerische Leitung: Christine Cano)
  - The Hip Hop Box von verschiedenen Interpreten (Künstlerische Leitung: Michele Horie, Ryan Rogers)
  - Goodbye, Babylon von verschiedenen Interpreten (Künstlerische Leitung: Susan Archie)
  - The Complete Verve Master Takes von Charlie Parker (Künstlerische Leitung: Hollis King)

## Album-Begleittext
Bester Album-Begleittext (Best Album Notes):
- The Complete Columbia Recordings of Woody Herman and His Orchestra & Woodschoppers (1945–1947) von Woody Herman and His Orchestra (Verfasser: Loren Schoenberg)
- nominiert waren außerdem:
  - No Thanks! The ’70’s Punk Rebellion von verschiedenen Interpreten (Verfasser: Chris Morris)
  - Let the Buyer Beware von Lenny Bruce (Verfasser: Paul Krassner)
  - Carry It On von Peter, Paul and Mary (Verfasser: Barry Alfonso)
  - The Bootleg Series Vol. 6: Bob Dylan Live 1964 – Concert at Philharmonic Hall von Bob Dylan (Verfasser: Sean Wilentz)

## Historische Aufnahmen
Bestes historisches Album (Best Historical Album):
- Night Train to Nashville: Music City Rhythm & Blues, 1945–1970 von verschiedenen Interpreten (Produzenten: Daniel Cooper & Michael Gray; Mastering: Joseph M. Palmaccio, Alan Stoker)
- nominiert waren außerdem:
  - Unearthed von Johnny Cash (Produzent: Rick Rubin; Mastering: Vlado Meller)
  - Let the Buyer Beware von Lenny Bruce (Produzent: Hal Willner; Mastering: Eric Liljestrand)
  - Goodbye, Babylon von verschiedenen Interpreten (Produzent: Steven Ledbetter; Mastering: David Glasser, Matthew Sandoski)
  - The Complete Columbia Recordings of Woody Herman and His Orchestra & Woodschoppers (1945–1947) von Woody Herman and His Orchestra (Produzent: Scott Wenzel; Mastering: Malcolm Addey, Michael Brooks, Matt Cavaluzzo, Ken Robertson)

## Arbeit hinter dem Mischpult
Beste Abmischung eines Albums, ohne Klassik (Best Engineered Album, Non-Classical):
- Genius Loves Company von Ray Charles und verschiedenen Interpreten (Technik: Robert Fernandez, John Harris, Terry Howard, Pete Karam, Joel W. Moss, Seth Presant, Al Schmitt, Ed Thacker)
- nominiert waren außerdem:
  - Give von The Bad Plus (Technik: Tchad Blake)
  - The Girl in the Other Room von Diana Krall (Technik: Al Schmitt)
  - Feels Like Home von Norah Jones (Technik: Jay Newland)
  - Brian Wilson Presents Smile von Brian Wilson (Technik: Mark Linett)

Produzent des Jahres (ohne Klassik) (Producer of the Year, Non-Classical):
- John Shanks (Autobiography von Ashlee Simpson, Breakaway von Kelly Clarkson, The First Cut Is The Deepest von Sheryl Crow, Fly von Hilary Duff, Shine Your Light von Robbie Robertson, So-Called Chaos von Alanis Morissette)
- nominiert waren außerdem:
  - Tommy LiPuma
  - Jimmy Jam & Terry Lewis
  - Rob Cavallo
  - T Bone Burnett

Beste Remix-Aufnahme (ohne Klassik) (Best Remixed Recording, Non-Classical):
- It’s My Life (Jacques Lu Cont’s Thin White Duke Mix) von No Doubt
- nominiert waren außerdem:
  - Watching Cars Go By (Sasha’s Remix) von Felix da Housecat
  - She Wants to Move (Basement Jaxx Mix) von N.E.R.D
  - Motor Inn (Felix da Housecat’s High Octane Mix) von Iggy Pop with Feedom featuring Peaches
  - Amazing (Full Intention Club Mix) von George Michael (Remixer: Michael Gray, Jon Pearn)

## Surround Sound
Bestes Surround-Sound-Album (Best Surround Sound Album):
- Genius Loves Company von Ray Charles und verschiedenen Interpreten (Mix: Al Schmitt; Mastering: Robert Hadley, Doug Sax; Produzenten: John Burk, Phil Ramone, Herbert Waltl)
- nominiert waren außerdem:
  - Raise Your Spirit Higher von Ladysmith Black Mambazo (Mix/Produzent: Martin Walters; Mastering: Paul Blakemore)
  - Nick of Time von Bonnie Raitt (Mix: Edward A. Cherney; Mastering: James Guthrie, Doug Sax)
  - Mahler: Symphony No. 4 von der San Francisco Symphony unter Leitung von Michael Tilson Thomas (Mix/Mastering: Markus Heiland; Produzent: Andreas Neubronner)
  - Avalon von Roxy Music (Mix: Bob Clearmountain; Mastering: Bob Ludwig; Produzent: Rhet Davies)

## Produktion (Klassische Musik)
Beste Abmischung eines Albums, klassische Musik (Best Engineered Album, Classical):
- Higdon: City Scape; Concerto for Orchestra von Robert Spano (Technik: Jack Renner)
- nominiert waren außerdem:
  - Turnage: Scorched von John Scofield und dem Radio-Sinfonie-Orchester Frankfurt unter Leitung von Hugh Wolff (Technik: Wolfgang Decker, Charly Morell)
  - LAGQ’s Guitar Heroes vom Los Angeles Guitar Quartet (Technik: Robert J. Friedrich)
  - Kurka: Symphonic Works vom Grant Park Orchestra unter Leitung von Carlos Kalmar (Technik: Bill Maylone, Christopher Willis)
  - Glazunov: Symphony No. 5; The Seasons, op. 67 (Complete Ballet) vom Royal Scottish National Orchestra unter Leitung von José Serebrier (Technik: Jean Chatauret, Jean-Martial Golaz)

Produzent des Jahres, klassische Musik (Producer of the Year, Classical):
- David Frost
- nominiert waren außerdem:
  - Daniel Zalay
  - Robina G. Young
  - James Mallinson
  - Manfred Eicher

## Klassische Musik
Bestes Klassik-Album (Best Classical Album):
- Adams: On the Transmigration of Souls des New York Philharmonic unter Leitung von Lorin Maazel
- nominiert waren außerdem:
  - Mozart: Le nozze di Figaro vom Concerto Köln unter Leitung von René Jacobs
  - Higdon: City Scape; Concerto for Orchestra vom Atlanta Symphony Orchestra unter Leitung von Robert Spano
  - Carter: Symphony No. 1; Piano Concerto; Holiday Overture von Mark Wait und dem Nashville Symphony Orchestra unter Leitung von Kenneth Schermerhorn
  - Britten: Peter Grimes von Jonathan Lemalu, Anthony Michaels-Moore, James Rutherford, Janice Watson, Glenn Winslade und dem London Symphony Orchestra unter Leitung von Sir Colin Davis

Beste Orchesterdarbietung (Best Orchestral Performance):
- Adams: On the Transmigration of Souls des New York Philharmonic unter Leitung von Lorin Maazel
- nominiert waren außerdem:
  - Martinu: Symphonies Nos. 3 & 4 vom Czech Philharmonic Orchestra unter Leitung von Jiří Bělohlávek
  - Higdon: City Scape; Concerto for Orchestra vom Atlanta Symphony Orchestra unter Leitung von Robert Spano
  - Glazunov: Symphony No. 5; The Seasons, op. 67 (Complete Ballet) vom Royal Scottish National Orchestra unter Leitung von José Serebrier
  - Bax: Symphony No. 7; Tintagel (Tone Poem) vom Royal Scottish National Orchestra unter Leitung von David Lloyd-Jones

Beste Opernaufnahme (Best Opera Recording):
- Mozart: Le nozze di Figaro von Patrizia Ciofi, Véronique Gens, Simon Keenlyside, Angelika Kirchschlager, Lorenzo Regazzo und dem Concerto Köln unter Leitung von René Jacobs
- nominiert waren außerdem:
  - Scarlatti, A.: Griselda von Dorothea Röschmann, Lawrence Zazzo und der Akademie für Alte Musik Berlin unter Leitung von René Jacobs
  - Purcell: Dido and Aeneas von Ian Bostridge, Susan Graham, den European Voices und Le Concert d’Astrée unter Leitung von Emmanuelle Haïm
  - Montsalvatge: El gato con botas von Antonio Comas, Enric Martínez-Castignani, Marisa Martins, Isabel Monar, Stefano Palatchi und dem Orquestra Simfònica del Gran Teatre del Liceu unter Leitung von Antoni Ros Marbá
  - Monteverdi: L’Orfeo von Ian Bostridge, Patrizia Ciofi, Natalie Dessay, den European Voices und Le Concert d’Astrée unter Leitung von Emmanuelle Haïm

Beste Chordarbietung (Best Choral Performance):
- Berlioz: Requiem von Frank Lopardo, dem Atlanta Symphony Chorus und dem Atlanta Symphony Orchestra unter Leitung von Robert Spano
- nominiert waren außerdem:
  - Silvestrov: Requiem for Larissa vom National Choir of Ukraine “Dumka” unter Leitung von Yevhen Savchuk und dem National Symphony Orchestra of Ukraine unter Leitung von Volodymyr Sirenko
  - Rachmaninov: Liturgy of St. John Chrysostom vom Choir of King’s College Cambridge unter Leitung von Stephen Cleobury
  - Penderecki: St. Luke Passion von Adam Kruszewski, Izabella Klosinska, Krzysztof Kolberger, dem Warsaw Boys Choir, Warsaw National Philharmonic Choir und dem Warsaw National Philharmonic Orchestra unter Leitung von Henryk Wojnarowski und Antoni Wit
  - Baltic Voices 2 vom Estonian Philharmonic Chamber Choir unter Leitung von Paul Hillier

Beste Soloinstrument-Darbietung mit Orchester (Best Instrumental Soloist(s) Performance with Orchestra):
- Previn: Violin Concerto “Anne-Sophie” / Bernstein: Serenade von Anne-Sophie Mutter und dem Boston Symphony Orchestra & dem London Symphony Orchestra unter Leitung von André Previn
- nominiert waren außerdem:
  - Mansurian: “… And Then I Was in Time Again” von Kim Kashkashian mit dem Munich Chamber Orchestra
  - Carter: Piano Concerto von Mark Wait mit dem Nashville Symphony Orchestra
  - Bliss: Piano Concerto von Peter Donohoe mit dem Royal Scottish National Orchestra
  - Berg/Britten: Violin Concertos von Daniel Hope mit dem BBC Symphony Orchestra

Beste Soloinstrument-Darbietung ohne Orchester (Best Instrumental Soloist(s) Performance without Orchestra):
- Aire Latino (Morel, Villa-Lobos, Ponce, etc.) von David Russell
- nominiert waren außerdem:
  - Ysaÿe: Sonatas for Violin Solo, Op. 27 von Thomas Zehetmair
  - Shostakovich: Piano Works von Vladimir Ashkenazy
  - Pletnev Plays Schumann von Mikhail Pletnev
  - Debussy: Images; Études von Pierre-Laurent Aimard

Beste Kammermusik-Darbietung (Best Chamber Music Performance):
- Prokofjew: Cinderella – Suite for Two Pianos / Ravel: Ma mère l’oye von Martha Argerich & Michail Pletnjow
- nominiert waren außerdem:
  - Machaut: Motets vom Hilliard Ensemble (Rogers Covey-Crump, David Gould, Steven Harrold, David James und Gordon Jones)
  - Bridge: String Quartets Nos. 1 & 3 vom Maggini Quartet (David Angel, Laurence Jackson, Michal Kaznowski und Martin Outram)
  - Bartók: Violin Sonatas Nos. 1 & 2, Etc. von Leif Ove Andsnes und Christian Tetzlaff
  - Adams: Road Movies von Leila Josefowicz und John Novacek

Beste Darbietung eines Kleinensembles (Best Small Ensemble Performance):
- Complete Chamber Music, Vol. 2 von Carlos Chávez
- nominiert waren außerdem:
  - Wyner: The Mirror; Passover Offering, Etc.
  - Rameau: Dardanus; Le temple de la gloire vom Tafelmusik Baroque Orchestra unter Leitung von Jeanne Lamon
  - Gibbons: With a Merrie Noyse vom Choir of Magdalen College Oxford unter Leitung von Bill Ives
  - Biber: Harmonia artificiosa von der Musica Antiqua Köln

Beste klassische Gesangsdarbietung (Best Classical Vocal Performance):
- Ives: Songs (The Tings Our Fathers Loved; The Housatonic at Stockbridge, Etc.) von Susan Graham
- nominiert waren außerdem:
  - A Romantic Songbook von Thomas Quasthoff
  - Marx: Orchestral Songs von Angela Maria Blasi und Stella Doufexis mit dem Bochum Symphony Orchestra unter Leitung von Steven Sloane
  - Händel: Arias von Lorraine Hunt Lieberson mit dem Orchestra of the Age of Enlightenment unter Leitung von Harry Bicket
  - Grieg and Sibelius Songs von Karita Mattila mit dem City of Birmingham Symphony Orchestra unter Leitung von Sakari Oramo

Beste zeitgenössische klassische Komposition (Best Classical Contemporary Composition):
- On the Transmigration of Souls von John Adams
- nominiert waren außerdem:
  - Requiem for Larissa von Valentin Silvestrov
  - Violin Concerto “Anne-Sophie” von André Previn
  - “… And Then I Was in Time Again” von Tigran Mansurjan
  - Concerto for Orchestra von Jennifer Higdon

Bestes klassisches Crossover-Album (Best Classical Crossover Album):
- LAGQ’s Guitar Heroes des Los Angeles Guitar Quartet
- nominiert waren außerdem:
  - Turnage: Scorched von John Scofield und dem Radio-Sinfonie-Orchester Frankfurt unter Leitung von Hugh Wolff
  - Korngold: The Adventures of Robin Hood vom Moscow Symphony Orchestra unter Leitung von William Stromberg
  - East Meets West von Daniel Hope
  - Classic Meets Cuba von den Klazz Brothers & Cuba Percussion

## Musikvideo
Bestes Musik-Kurzvideo (Best Short Form Music Video):
- Vertigo von U2 (Regie: Bono, Adam Clayton, The Edge, Larry Mullen; Regie: Grace Bodie)
- nominiert waren außerdem:
  - Walkie Talkie Man von Steriogram (Regie: Michel Gondry; Produzentin: Julie Fong)
  - Flawless von George Michael (Regie: Jake Scott; Produzent: David Mitchell)
  - American Idiot von Green Day (Regie: Samuel Bayer; Produzent: Tim Lynch)
  - Take Me Out von Franz Ferdinand (Regie: Jonas Odell; Produzentin: Julia Parfitt)

Bestes Musik-Langvideo (Best Long Form Music Video):
- Concert for George von verschiedenen Interpreten (Regie: David Leland; Produzenten: Ray Cooper, Olivia Harrison, Jon Kamen)
- nominiert waren außerdem:
  - Tom Dowd & the Language of Music von verschiedenen Interpreten (Regie: Mark Moormann; Produzenten: Scott L. Gordon, Mark Hunt, Mark Moormann)
  - Martin Scorsese Presents: The Blues – A Musical Journey von verschiedenen Interpreten (Produzenten: Margaret Bodde, Michael Borofsky, Alex Gibney, Richard Hutton, Jeffrey Peisch, Martin Scorsese)
  - Coldplay Live 2003 von Coldplay (Regie: John Durrant, Russell Thomas; Produzenten: Sarah Layish-Melamed, Lee Lodge, Melanie Vaughton)
  - John Adams: The Death of Klinghoffer von John Adams und dem London Symphony Orchestra  (Regie: Penny Woolcock; Produzentin: Madonna Baptiste)

## Special Merit Awards

### Grammy Lifetime Achievement Award
- Led Zeppelin
- Eddy Arnold
- Art Blakey
- (Original) Carter Family
- Patsy Cline
- Morton Gould
- Janis Joplin
- Jerry Lee Lewis
- Jelly Roll Morton
- Pinetop Perkins
- The Staple Singers
- Lynyrd Skynyrd

Trustees Award
- Hoagy Carmichael
- Don Cornelius
- Alfred Lion
- Billy Taylor